# Pteronotropis metallicus
Pteronotropis metallicus är en fiskart som först beskrevs av Jordan och Meek, 1884.  Pteronotropis metallicus ingår i släktet Pteronotropis och familjen karpfiskar. Inga underarter finns listade i Catalogue of Life.